# Coppa Italia di pallacanestro maschile 1995
La Coppa Italia 1994-1995 è stata disputata nelle seguenti date: sedicesimi di finale si sono disputati dal 1° al 4 settembre 1994; gli ottavi di finale dal 6 all'8 settembre 1994; i quarti di finale dall'11 al 15 settembre 1994. Le quattro squadre risultate vincitrici dei quarti di finale accedono alle final-four. La fase finale della competizione si è svolta tra il 2 ed il 3 marzo 1995 a Casalecchio di Reno (BO).

## Sedicesimi di finale
1º e 4 settembre 1994
| Incontro                                       | Andata | Ritorno |
| Buckler Bologna                                |        |         |
| Juve Caserta - Polti Cantù                     | 71-69  | 73-83   |
| Napoli Basket - Olimpia Pistoia                | 88-85  | 90-102  |
| Turboair Fabriano - Benetton Treviso           | 73-86  | 57-89   |
| Aresium Milano - Stefanel Milano               | 82-96  | 78-104  |
| Francorosso Torino - Teorematour Roma          | 74-104 | 86-96   |
| Olitalia Forlì - Reggio Emilia                 | 108-93 | 83-93   |
| Libertas Udine - Birex Verona                  | 78-90  | 57-79   |
| Gorizia - Illycaffè Trieste                    | 83-81  | 64-87   |
| TeamSystem Rimini - Mens Sana Siena            | 85-78  | 89-76   |
| Banco Sardegna Sassari - Cagiva Varese         | 72-86  | 83-108  |
| Pallacanestro Pavia - Filodoro Bologna         | 55-97  | 60-97   |
| Basket Trapani - Pfizer Reggio Calabria        | 63-87  | 68-101  |
| Floor Padova - Montecatini Sporting Club       | 88-111 | 72-96   |
| Reyer Venezia - Libertas Pallacanestro Livorno | 79-54  | 78-71   |
| Il Menestrello Cervia - Scavolini Pesaro       | 63-94  | 74-108  |

## Ottavi di finale
6 e 8 settembre 1994
| Incontro (6-8/9)                                   | Andata | Ritorno |
| Polti Cantù - Buckler Bologna                      | 79-84  | 83-98   |
| Olimpia Pistoia - Benetton Treviso                 | 81-81  | 64-74   |
| Teorematour Roma - Stefanel Milano                 | 90-90  | 63-79   |
| Olitalia Forlì - Birex Verona                      | 77-82  | 78-83   |
| TeamSystem Rimini - Illycaffè Trieste              | 69-74  | 79-80   |
| Cagiva Varese - Filodoro Bologna                   | 90-83  | 86-76   |
| Montecatini Sporting Club - Pfizer Reggio Calabria | 77-89  | 92-94   |
| Reyer Venezia - Scavolini Pesaro                   | 68-82  | 57-88   |

## Quarti di finale
11 e 15 settembre 1994
| Incontro                                  | Andata | Ritorno |
| Benetton Treviso - Buckler Bologna        | 85-69  | 73-76   |
| Stefanel Milano - Birex Verona            | 87-75  | 73-82   |
| Cagiva Varese - Illycaffè Trieste         | 88-77  | 86-115  |
| Pfizer Reggio Calabria - Scavolini Pesaro | 76-78  | 64-73   |

## Final Four
a Casalecchio di Reno
Squadre partecipanti:
- Stefanel Milano
- Benetton Treviso
- Illycaffè Trieste
- Scavolini Pesaro

### Semifinali
2 marzo 1995
- Benetton Treviso - Stefanel Milano 89-82
- Illycaffè Trieste - Scavolini Pesaro 81-78

### Finale 3º posto
3 marzo 1995
- Stefanel Milano - Scavolini Pesaro 101-81

### Finale 1º posto
3 marzo 1995
- Benetton Treviso - Illycaffè Trieste 81-77

| Arbitri: | Colucci Grossi |

|                                    |        |                                 |
| Woolridge 23 Pittis 18 Naumoski 16 | Punti  | 22 Burtt 14 Thompson 14 Gattoni |
| Pittis 3                           | Assist | 4 Tonut                         |

## Verdetti
- Vincitrice Coppa Italia:  Benetton Treviso
- Formazione: Riccardo Pittis, Riccardo Esposito, Alberto Vianini, Stefano Rusconi, Orlando Woolridge, Andrea Gracis, Petar Naumoski, Maurizio Ragazzi, Denis Marconato, Massimo Iacopini. Allenatore: Mike D'Antoni.